# Cyrille Boulongne-Evtouchenko
Pour les articles homonymes, voir Boullongne et Evtouchenko.
Cyrille Boulongne-Evtouchenko  est inspecteur de la jeunesse et des sports.
Après 15 ans passés dans le sport de haut niveau (volley ball), il occupe actuellement un poste de chargé de mission (politiques sociales et migratoires) auprès du préfet de la région Normandie.

## Carrière professionnelle
Joueur professionnel entre 1995 et 2000, il a évolué au poste de passeur, à l'ASPTT Paris, à l'entente Le Vésinet / Stade St Germanois Volley Ball puis en Ligue B au CASO Nanterre.
À partir de 2000, et durant deux années, il travaille au CNOSF en tant que responsable du Centre de Documentation et chargé de mission pour l'Académie Nationale Olympique, avant de se lancer dans une carrière d'entraineur.
De 2002 à 2013 il entraine successivement :

- l'équipe féminine du Stade Français en nationale 2, 

- l'équipe féminine de l'ES Meylan/La Tronche en nationale 1, 

- le Centre de Formation Professionnel masculin de l'AS Cannes tout en assurant la préparation physique de l'équipe de Pro A qui remporte cette même saison la coupe de France face à Tourcoing,

- l'équipe professionnelle d'Asnières-Sur-Seine en Ligue A puis en Ligue B d'abord en qualité d'adjoint d'André Patin puis en qualité d'entraîneur principal.
Après avoir travaillé comme conseiller technique sportif, statisticien en équipe de France junior (championnats du Monde en 2009 à Pune en Inde) et senior (Championnat d'Europe masculin de volley-ball 2009), il devient directeur technique national de la fédération française de volley ball en 2013 et jusqu'en 2017.
A l'issue des jeux olympiques de Rio, et après un cycle de formation à HEC Paris et à l'IGPDE, il est successivement nommé chef du pôle jeunesse et politique de la ville à la DRDJSCS de Normandie de 2018 à 2020 puis, en 2020, conseiller du préfet de région Normandie chargé des politiques sociales (emploi/formation, logement d'abord et lutte contre le sans abrisme, illettrisme, économie sociale et solidaire, jeunesse et sports) et migratoires (hébergement des demandeurs d'asile).

## Vie personnelle
Il est titulaire :

- de diplômes spécifiques à l'entraînement de haut niveau (maîtrise STAPS (Paris V Lacretelle), Diplôme Universitaire Européen de Préparation Physique et Brevet d'État Second Degré de Volley Ball),

- de diplômes relatifs aux lettres et au droit public (hypokhâgne et Khâgne), DEA de sociologie à l'EHESS et classe préparatoire à l'ENA ,

- d'un diplôme relatif au management et à la gestion des unités commerciales HEC Paris.

## Palmarès sportif
- Préparateur physique : vainqueur de la Coupe de France (Ligue AM, AS Cannes, 2007)
- Entraîneur principal : demi-finaliste (Ligue BM, Asnières Volley, 2011) et finaliste (Ligue BM, Asnières Volley 2013)
- Directeur technique national : vainqueur de la Ligue Mondiale (équipe de France masculine 2015 et 2017), vainqueur du championnat d'Europe (équipe de France masculine, 2015), 9e aux Jeux Olympiques de Rio
- Joueur : champion de France vétéran (Asnières Volley 92, 2018, 2019)

## Publications
- Revue EPS (n°292, n°296, n°341)
- Développer le gainage (180 pages, novembre 2019, Editions 4 Trainers)
- Périodisation : théorie et méthodologie de l’entraînement (534 pages, avril 2020, Editions 4 Trainer)
- L’encyclopédie de la préparation physique (670 pages, novembre 2020, Editions 4 Trainer)

### Liens
- Asnières Volley 92
- Site Officiel de la Fédération Française de Volleyball